# Naturskovsstrategien
Naturskovsstrategien  er navnet på en strategi hvis  overordnede formål er at bevare de danske skoves biodiversitet, herunder den genressource, der ligger i skovene og sikre mere værdifuld gammel skov.
Den  blev udarbejdet i 1992 i  Miljøministeriet og udsendt under navnet  "Strategi for de danske naturskove og andre bevaringsværdige skovtyper".

## Naturskov
Naturskov defineres i naturskovsstrategien, som de oprindelige skoves efterkommere – dvs. skov, der er opstået  på lokaliteten af sig selv, og som består af naturligt indvandrede træarter. Naturskov kan være kulturpåvirket i større eller mindre grad, f.eks. ved hugst eller selvforyngelse, men må ikke være plantet eller sået kunstigt. 
Naturskovsstrategien indeholder  en række konkrete arealmålsætninger for den nationale indsats, knyttet til udlæg af urørt skov og gamle driftsformer (stævningsskov, græsningsskov og plukhugst). 
En status for naturskovsstrategiens udmøntning år 2000 viste at udlægget af urørt skov i Danmark var på 6.500 ha (ca. 30% over målsætningen for år 2000). Mere end 10.000 ha var udlagt til plukhugst, græsning og stævning (mere end 2½ gange målsætningen for år 2000). Hovedparten af arealerne var i statsskovene (>65% af arealet med urørt skov og ca. 60% af arealet med gamle driftsformer).

## Naturskovsstrategiens hovedmålsætninger
- Der skal    ske en sikring af al naturskov på statens arealer.
- En sikring af alle statsskovenes egekrat, græsningsskove, stævningsskove og urskovsagtige skove.

Inden år 2040 skal der på landsplan:
- Tilstræbes et areal med naturskov, urørt skov og gamle driftsformer på mindst 40.000 ha.
- Proportionalt med at skovarealet stiger ved skovrejsning udlægges yderligere urørte skovarealer og arealer med gamle driftsformer.
- Etableres bedre spredningsmuligheder for skovenes truede arter af dyr og planter.
- Ved offentlig skovrejsning udlægges delarealer, som ved naturlig tilgroning kan medvirke til udvidelse af arealet med naturskov.

## Revision?
Natur- og Landbrugskommissionen anbefaler i deres rapport fra april 2013   "Natur og Landbrug – en ny start"   en revision af strategien:
Der skal gennemføres en revision af naturskovsstrategien  med henblik på varig beskyttelse af mere gammel, oprindelig skov og udlæg af meget mere urørt skov – både i offentlige og private skove. Planen blev fulgt op at Naturpakken 2016.